# Cerro Gordo megye
Cerro Gordo megye az Amerikai Egyesült Államokban, azon belül Iowa államban található. Lakosainak száma 43 127 fő (2020. április 1.). Cerro Gordo megye Worth, Franklin, Winnebago, Hancock, Wright, Mitchell, Floyd és Butler megyékkel határos.

## Népesség
A megye népessége az elmúlt években az alábbi módon változott:
| Lakosok száma | 44 102 | 43 986 | 43 758 | 43 575 | 43 017 | 43 127 |
|               | 2010   | 2011   | 2012   | 2013   | 2015   | 2020   |